# Élodie Thomis
Élodie Ginette Thomis (Colombes, 13 de agosto de 1986) é uma futebolista profissional francesa que atua como meia-atacante.

## Carreira
Élodie Thomis fez parte do elenco da Seleção Francesa de Futebol Feminino, nas Olimpíadas de 2012 e 2016. 